# St. Laurentius (Wriezen)

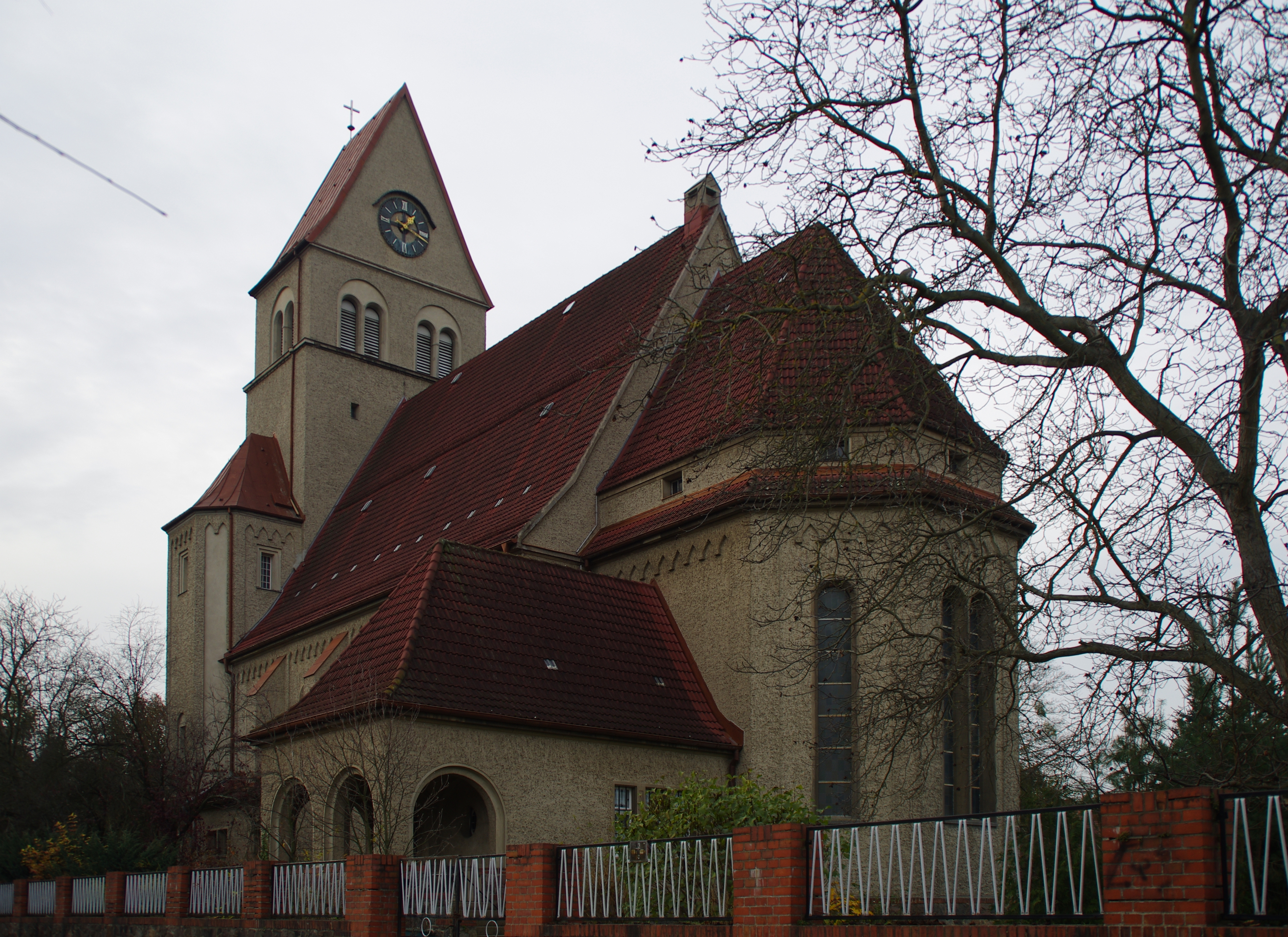
St. Laurentius in Wriezen

Die Kirche St. Laurentius ist die Filialkirche der römisch-katholischen Gemeinde St. Peter und Paul Eberswalde in Wriezen im Landkreis Märkisch-Oderland in Brandenburg und befindet sich nördlich der Altstadt an der Ecke Freienwalder Straße / August-Ellinger-Straße. Zusammen mit der Seelsorgestelle Wriezen gehört sie zum Dekanat Eberswalde. Die Kirche mit dem Pfarrhaus steht unter Denkmalschutz.

## Geschichte
Im Ort gab es bereits ab 1846 eine katholische Gemeinde, die vorwiegend aus polnischen und schlesischen Saisonarbeitern bestand. Die Kirchengemeinde nutzte die mittelalterliche Kirche St. Lorenz, die jedoch zu klein wurde. Daher entschied sich die Gemeinde zu einem Kirchenneubau, der von 1912 bis 1913 nach einem Entwurf des damals in Darmstadt ansässigen Architekten Theodor Sohm in einer Stilkombination aus Elementen der Neoromanik, der Neogotik, des Jugendstils und des Heimatstils erbaut wurde. Als Standort wurde ein das Gelände des ehemaligen Großen Exerzierplatzes genutzt, das Patrozinium vom Vorgängerbau übernommen und dieser 1919 abgerissen.
Während des Zweiten Weltkriegs wurde die Kirche 1945 beschädigt und nach dem Krieg vereinfacht wiederaufgebaut. In dieser Zeit kam es zu einem Zuzug von Flüchtlingen, die zu einem zeitweiligen Aufschwung der Kirchengemeinde führte. Im 21. Jahrhundert ist die Kirchengemeinde jedoch von einem massiven Schwund der Gläubigen betroffen. Der letzte Pfarrer im Ort war bis 2011 tätig. Die Gottesdienste finden im Jahr 2021 in einem 14-tägigen Rhythmus statt, zu dem im Schnitt nur noch 10 bis 15 Besucher erscheinen. Darüber hinaus nutzt das benachbarte Evangelische Johanniter-Gymnasium die Kirche ebenfalls zum Gottesdienst und für Zeugnisausgaben. Das Erzbistum Berlin ringt daher um die Zukunft des Sakralbaus.

## Beschreibung

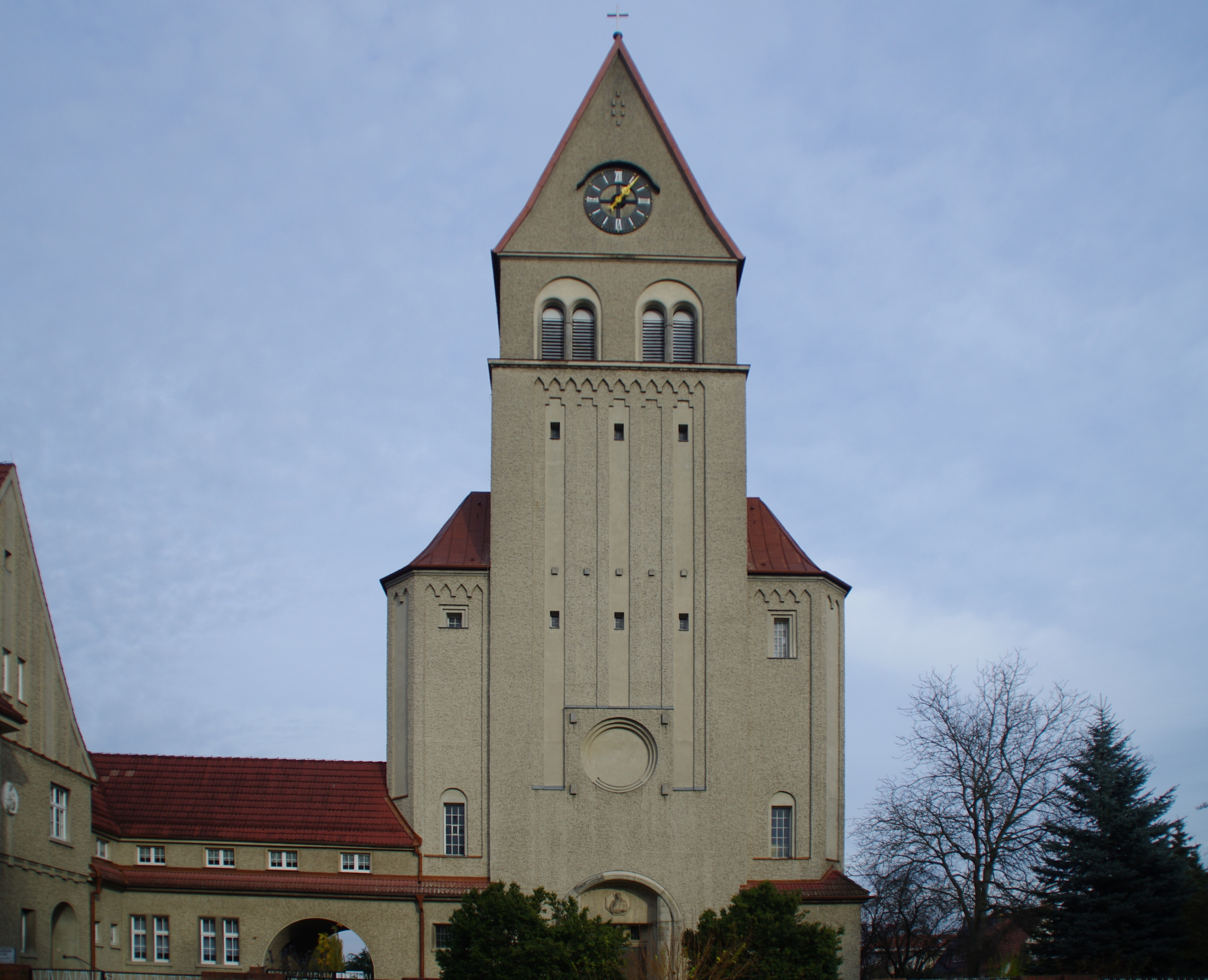
Ansicht auf das Portal

Die Kirche steht an der Ecke Freienwalder Straße / August-Ellinger-Straße in Nordost-Südwest-Richtung. Sie ist eine dreischiffige Basilika unter einem Satteldach mit eingezogenem Chor. An den Chor schließt sich zur August-Ellinger-Straße eine Sakristei an. Der Turm ist von halbhohen Nebentürmen gesäumt. Von ihm aus reicht ein L-förmiger Verbindungsbau in Richtung Nordwest zum Pfarrhaus.
Die Decke der Kirche ist ein kassettiertes Holztonnengewölbe. Das Gewölbe wird durch Beton-Spannbögen getragen. Im Triumphbalken zum Chor befindet sich eine Kreuzigungsgruppe aus der alten St.-Lorenz-Kirche. Die Orgel auf einer Empore wurde 1913 von dem Orgelbauer Paul Völkner erbaut. In der Taufkapelle ist ein Rest der ursprünglichen Ausmalung erhalten.
Das zur Kirche gehörende Pfarrhaus ist ein zweigeschossiger Bau mit einem Satteldach, das zur Freienwalder Straße hin durch ein Zwerchhaus aufgelockert wird. Das erste und zweite Geschoss sind durch ein Gesims getrennt.